# Svjetionik Otok Vir
Svjetionik Otok Vir je svjetionik na zapadnoj obala otoka Vira, na sjeverozapadnom ulazu u Zadarski kanal.